# International Data Group
International Data Group (IDG, Inc.) — компания, занимающаяся анализом рынка и формированием спроса, ориентированная на технологическую индустрию. Миссия IDG, Inc. сосредоточена на поддержке технологической индустрии с помощью исследований, данных, маркетинговых технологий и инсайтов, которые помогают создавать и поддерживать отношения между предприятиями.
IDG, Inc. полностью принадлежит Blackstone и возглавляется Мохамадом Али, который был назначен генеральным директором компании в 2019 году. Али входит в руководящую команду IDG, Inc. вместе с президентом IDC Кроуфордом Дель Прете, финансовым директором IDG, Inc. Донна Марр и президент литейного завода Кумаран Раманатан.
IDG, Inc. имеет штаб-квартиру в Нидхэме, штат Массачусетс и является материнской компанией как International Data Corporation (IDC), так и Foundry (ранее IDG Communications).

## История
International Data Group была первоначально основана как International Data Corporate (IDC) в 1964 году Патриком Джозефом Макговерном, вскоре после того, как он окончил Массачусетский технологический институт (MIT). Базирующаяся в Массачусетсе компания создала базу данных по компьютерной установке и опубликовала информационный бюллетень «Отчет о промышленности и рынке EDP» (по образцу «Информационного бюллетеня ADP», который был опубликован Diebold Group). Такие компании, как RCA, Univac, Xerox и Burroughs, заплатили IDC за использование базы данных. В течение этого времени Макговерн продолжал работать писателем в журнале «Компьютеры и автоматизация», первом компьютерном журнале, издаваемом Эдмундом Беркли.

### Издательство
К третьему году существования IDG Макговерн рассматривал возможность ликвидации компании. Однако вместо этого в 1967 году он решил запустить Computerworld, ставший продолжением ежемесячного информационного бюллетеня в другом формате, с рекламой. Он и стал краеугольным камнем последующей деятельности IDG. издательское подразделение. Впоследствии Макговерн основал PC World.
В 1969 году IDG осуществила свою первую зарубежную экспансию, открыв IDC UK и выпустив свое первое европейское издание. В 1974 году компания выпустила свое первое международное издание Computerwoche в Германии, свое первое полностью переведенное издание. Международные публикации в Японии, Китае, тогдашнем Советском Союзе, Вьетнаме и других странах продолжались на протяжении 1990-х годов.
В 1984 году компания запустила MacWorld на той же неделе, когда дебютировал компьютер Macintosh, и на его обложке был изображен Стив Джобс. В 1991 году IDG Books запустила свою серию для чайников с DOS для чайников и опубликовала множество учебных / справочных книг в рамках серии, пока Hungry Minds (новое название IDG books) не была приобретена John Wiley & Sons, Inc. в 2001 году.
В 2007 году IDG сократила печатную публикацию InfoWorld U.S. и сделала контент доступным только онлайн, сигнализируя о переходе компании к веб-ориентированной модели публикации.

### Смена владельца
После смерти Макговерна в 2014 году право собственности на корпорацию перешло к фонду Патрика Дж. Макговерна до 2017 года, когда она была приобретена China Oceanwide Holdings Group. IDG, Inc. снова сменила владельца в мае 2021 года, когда Blackstone Inc. приобрела корпорацию у China Oceanwide Holdings Group за 1,3 миллиарда долларов.

## Подразделения и бренды
IDG, Inc. является материнской компанией двух крупных подразделений компании, IDC и Foundry.

### International Data Corporation(IDC)
IDC является стопроцентной дочерней компанией IDG, Inc. и глобальным поставщиком маркетинговых исследований, консультационных услуг и мероприятий для рынков информационных технологий, телекоммуникаций и потребительских технологий. В IDC работает более 2500 человек по всему миру, включая более 1300 аналитиков по всему миру, которые предлагают экспертные знания и понимание технологий и отраслевых тенденций.
В 2019 году Кроуфорд Дель Прете был назначен президентом IDC после того, как стал её главным операционным директором (COO).
В мае 2021 года IDC приобрела голландскую консалтинговую компанию Metri по ИТ - разведке, укрепив своё присутствие в регионе Бенилюкс и расширив охват IDC и ее понимание ИТ-индустрии Европы.

### Foundry
Foundry является стопроцентной дочерней компанией IDG, Inc. и глобальным поставщиком медиа- и событийных услуг, маркетинговых технологий и данных о намерениях для маркетологов B2B-технологий. Ранее известная как IDG Communications, дочерняя компания IDG Inc. провела ребрендинг с IDG Communications на Foundry в феврале 2022 года в рамках своей стратегической трансформации из издателя в компанию по обработке данных и martech. В литейном производстве работает более 1400 человек по всему миру и работает в более чем 140 странах по всему миру.
В период с 2020 по 2022 год Foundry приобрела ведущие компании в области данных и маркетинговых технологий (MarTech) Triblio, Kickfire, Leadsift и Selling Simplified в рамках своей стратегии по превращению из устаревшей медиа-сети в интегрированного поставщика маркетинговых технологий и данных. Используя как собственные, так и приобретенные данные и технологии, Foundry продолжает использовать свои устоявшиеся медиа-бренды для сбора и предоставления маркетологам информации о глобальных покупателях технологий в одном и том же пространстве.
Foundry владеет и управляет различными редакционными брендами, которые публикуют релевантный контент для покупателей технологий как в B2B, так и в потребительских пространствах более чем в 90 странах. Поскольку некоторые из них, такие как Computerworld и MacWorld, восходят к раннему владению Макговерна, редакционные бренды остаются центральными в деятельности Foundry в области медиа и технологического маркетинга, хотя многие редакционные бренды перешли с печатных на цифровые.

### CIO
ИТ-директор публикует контент, относящийся к его сети, насчитывающей более 4 миллионов ИТ-директоров и лидеров ИТ-мысли в 72 странах. Его отмеченный наградами веб-сайт, CIO.com, является популярным ресурсом для лиц, принимающих решения в области ИТ.

### ChannelWorld
ChannelWorld охватывает канал продаж и публикует контент, имеющий отношение к ИТ-дистрибьюторам и реселлерам по всему миру.

### Computerworld
Computerworld охватывает более 12 миллионов ИТ-менеджеров корпоративного уровня по всему миру и предлагает практические советы, лучшие практики и тенденции, связанные с веб-приложениями и инструментами, которые профессионалы в области технологий используют и внедряют для поддержки своего бизнеса.

## Награды, признания и Заметные события
В 2000 году Salesforce была запущена на демонстрационном мероприятии IDG, главном месте запуска новых технологий в 1991—2015 годах.
В 1991 году IDG Books выпустила популярную серию справочников для чайников, которой владела в течение 10 лет, пока в 2001 году не продала John Wiley & Sons, Inc..
Первый в истории iPhone был представлен Стивом Джобсом на конференции MacWorld в 2007 году.